# Charikot
Charikot is een plaats in het noordoosten van Nepal, deel van de stad (Engels: municipality; Nepalees: nagarpalika) Bhimeswar, de hoofdstad van het district Dolkha. De plaats telde bij de volkstelling in 1991 7.349 inwoners; Bhimeswar telt in 2011 22.537 inwoners.